# Martin Padar
Martin Padar, född 11 april 1979 i Tallinn, är en estnisk judoutövare som tidigare tävlade i viktklassen -100 kg men numera tävlar i viktklassen +100 kg. Inräknat estniska mästerskap och världscuper, så har Padar tagit 76 medaljer sedan 1995. Han har också ställt upp i OS 2008, där han inte nådde medalj, och OS 2012, där han blev utslagen i åttondelsfinalen av Oscar Brayson och alltså även den gången missade medalj. Politikern Ivari Padar är Martins Padars kusin. Martin Padar har också haft en roll i filmen Tulivesi och TV-serien Wremja.